# Блинников, Андрей Иннокентьевич
Андрей Иннокентьевич Блинников (30 августа 1884, село Ундинское, Забайкальская область — 6 октября 1979, Москва) — советский государственный деятель. Министр просвещения в правительстве Дальневосточной республики, сотрудник Наркомпроса, участник Великой Отечественной войны.

## Биография

### Семья
Родился в деревне Онохова Читинской губернии в семье забайкальского казака-бедняка. Отец — Иннокентий Матвеевич 1860 г.р. - забайкальский казак. Под влиянием репрессий белогвардейцев в годы гражданской войны пошёл в красные партизаны. Его старший сын Иван (брат Андрея Иннокентьевича) расстрелян атаманом Семёновым в 1919 г. под Нерчинском.

### Общественная деятельность
По окончании Читинской учительской семинарии в 1905 г. работал учителем в Унде и Ильдикане. Член РСДРП(б) с 1906 г.
За агитационную работу среди казаков 2-го Нерчинского полка в янв. 1907 арестован. Провел в заключении 1 мес в Нерчинской и 3 мес в Чит. тюрьме. После освобождения организовывал марксистские кружки.
Был одним из организаторов большевистского подполья в Забайкалье. После Великой Октябрьской социалистической революции  боролся за Советскую власть в Иркутской губ., участвовал в партизанских отрядах. Зам., затем пред. трибунала Вост.-Заб. фронта (1918). Стал организатором отрядов Красной гвардии, принимал активное участие в борьбе против белогвардейских банд атамана Семёнова.
В 1920 г. — министр народного просвещения в правительстве Дальневосточной республики, затем был командирован через фронт белых в Нерчинск для участия в организации Забайкальского областного правительства. Чл. Нерчинского нарревкома, пред. Забайкальского нарревкома (1920).
После окончания гражданской войны находился на партийной работе,  участвовал в создании органов власти на местах, в организации школ ликбеза для взрослых. Печатался в газетах «Забайкальский крестьянин», «Дальне-Восточный путь» и др.  В 1921 делегат X съезда РКП(б).
В дальнейшем работал зав. отд. губнаробраза, чл. бюро губкома партии и Дальневосточной контрольной комиссии. С марта 1925 на работе в аппарате Наркомпроса РСФСР и в его учреждениях, занимался организационно-издательской деятельностью.
Участник Великой Отечественной войны.  В 1941 вступил в народное ополчение, участник обороны Москвы, попал в окружение, из которого его отряд смог вырваться.
Награждён орденами Ленина, Трудового Красного Знамени.
После смерти кремирован, захоронен на Новодевичьем кладбище, в колумбарии.

## Награды
- орден Трудового Красного Знамени (28.08.1954)
- Почётная Грамота Президиума Верховного Совета РСФСР[4]